# Горные штаты
Горные штаты (англ. The Mountain States), также известные как Горный Запад (англ. Mountain West), — одно из девяти географических подразделений Бюро переписи населения США и географический субрегион в Западной части США, который находится преимущественно в Скалистых горах системы Кордильер. Состоит из штатов Аризона, Колорадо, Айдахо, Монтана, Невада, Нью-Мексико, Юта и Вайоминг.

## Время
На большей части территории Горных штатов действует Горное время США (кроме Невады, севера Айдахо и большей части Аризоны) .

## Население

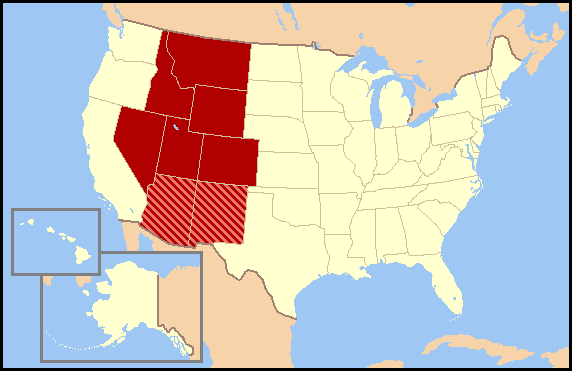
Горные штаты США. Красным цветом показаны штаты, которые всегда относятся к горным. Заштрихованным красным цветом показаны штаты, которые согласно Бюро переписи населения США относятся к горным, однако в некоторых источниках могут относиться к другим географическим областям или быть обособленной

Горные штаты являются самой малонаселённой частью страны, что исторически было обусловлено в первую очередь труднопроходимым ландшафтом, а также малопригодным климатом и почвами для развития сельского хозяйства. В среднем плотность населения составляет около 4 человек на 1 квадратный километр. Большинство крупных городов находится на окраинах субрегиона (Финикс, Денвер, Лас-Вегас), однако в центральной части есть небольшая часть менее населённых городов, таких как Солт-Лейк-Сити.

## Экономика
Традиционно в Горных штатах были развиты добыча полезных ископаемых и животноводство. В Скалистых горах ведется добыча золота, серебра, цинка, свинца, меди и урана. Колорадо, Вайоминг и Монтана обладают большими запасами нефти, природного газа и угля. На востоке Горных штатов, территорию которых занимают Великие равнины, развито сельское хозяйство.
В последнее время активно развивается туризм и сфера услуг. В основном туристы посещают национальные парки, расположенные в южной части штата Юта, и горнолыжные курорты штата Колорадо.